# Technomyrmex grandis
Technomyrmex grandis é uma espécie de formiga do gênero Technomyrmex.